# Конрад II фон Вернигероде
Конрад II фон Вернигероде (на немски: Konrad II von Wernigerode; * пр. 1254; † 1 юни 1298) е граф на Графство Вернигероде.

## Произход
Той е син на Гебхард I фон Вернигероде († сл. 14 юли 1270), граф в Дерлингау-Нордтюринггау, и съпругата му Лютгард († сл. 1259). Внук е на Албрехт III фон Вернигероде фогт фон Друбек († сл. 1214) и съпругата му фон Кверфурт от фамилията Мансфелд, дъщеря на Бурхард II фон Кверфурт, бургграф фон Магдебург († сл. 1177). Баба му е сестра на Конрад I фон Кверфурт († 1202), епископ на Хилдесхайм и Вюрцбург, канцлер на два римско-немски крале (1194 – 1201).
През 1268 г. графството Вернигероде е поето от маркграфа на Бранденбург.

## Фамилия
Конрад II фон Вернигероде се жени за Ода фон Регенщайн († 28 август 1283), дъщеря на граф Зигфрид I фон Регенщайн († 12 март 1245) и принцеса София фон Анхалт († 1272/1274), дъщеря на княз Хайнрих I фон Анхалт († 1251/1252) и Ирмгард фон Тюрингия († ок. 1244). Те имат децата:
- Албрехт V фон Вернигероде (* ок. 1244; † сл. 8 юни 1320/1323), граф на Вернигероде (1268 – 1319), женен I. за неизвестна, II. за фон Барби (* сл. 3 май 1272), дъщеря на Бурхард IV фон Барби († 1308) и Клеменция фон Дасел и Нинофер († сл. 1321)
- Фридрих II фон Вернигероде († сл. 1330), граф на Вернигероде
- Лутгард († сл. 1289), омъжена на 15 февруари 1289 г. за граф Зигфрид IV фон Бланкенбург († сл. 13 май 1292), син на граф Хайнрих II фон Бланкенбург († 1308/1311]
- Хайнрих III фон Вернигероде († ок. 1285), граф на Вернигероде

От неизвестна жена (от пр. 15 юли 1238 г.) Конрад II има децата:
- Гебхард фон Вернигероде († 13 декември 1336), домхерр в Халберщат през 1305
- Конрад фон Вернигероде († сл. 1320)
- Волрад фон Вернигероде († сл. 1297)